# Lucien Guiguet
Lucien Guiguet   (Sersell, 26 de setembre de 1942) és un pentatleta francès, ja retirat, que va competir durant les dècades de 1960 i 1970.
El 1968 va prendre part en els Jocs Olímpics d'Estiu de Ciutat de Mèxic, on va disputar dues proves del programa de pentatló modern. En la competició per equips guanyà la medalla de bronze, tot formant equip amb Raoul Gueguen i Jean-Pierre Giudicelli, mentre en la prova individual fou vint-i-unè.